# Bäcksjön, Uppland
Bäcksjön är en sjö i Norrtälje kommun i Uppland och ingår i Norrtäljeåns huvudavrinningsområde. Sjön har en area på 0,228 kvadratkilometer och ligger 24 meter över havet. Sjön avvattnas av vattendraget Norrtäljeån (Ålderskärrån).

## Delavrinningsområde
Bäcksjön ingår i det delavrinningsområde (663624-163871) som SMHI kallar för Inloppet i Gavel-Långsjön. Medelhöjden är 31 meter över havet och ytan är 12,69 kvadratkilometer. Det finns inga avrinningsområden uppströms utan avrinningsområdet är högsta punkten. Avrinningsområdets utflöde Norrtäljeån (Ålderskärrån) mynnar i havet. Avrinningsområdet består mestadels av skog (76 procent) och jordbruk (11 procent). Avrinningsområdet har 1,12 kvadratkilometer vattenytor vilket ger det en sjöprocent på 8,8 procent.